# Mapa pictórico

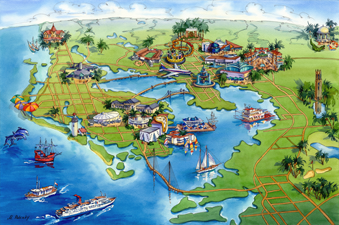
Mapa pictórico de la ciudad de Tampa y sus alrededores, publicado en 2008

Mapa pictórico (también conocido como mapa ilustrado) es un tipo de mapa que representa un territorio determinado de una forma más artística que técnica. Es un tipo de mapa en contraste con mapas de carreteras, atlas o mapas topográficos. La cartografía puede ser un sofisticado paisaje en perspectiva tridimensional o un simple mapa gráfico animado con ilustraciones de edificios, personas y animales. Pueden presentar todo tipo de temas variados como eventos históricos, figuras legendarias o productos agrícolas locales y abarcan desde un continente entero hasta un campus universitario. Dibujados por artistas e ilustradores especializados, los mapas pictóricos son una rica tradición centenaria y una forma de arte diversa que abarca desde mapas de caricatura hasta impresiones artísticas.
Los mapas ilustrados generalmente muestran un área como si se viera desde arriba en un ángulo oblicuo. Por lo general, no están dibujados a escala para mostrar patrones de calles, edificios individuales y las principales características del paisaje en perspectiva. Mientras que los mapas regulares se centran en la representación precisa de las distancias, los mapas pictóricos mejoran los puntos de referencia y, a menudo, incorporan una interacción compleja de diferentes escalas en una imagen para dar al espectador una sensación de reconocimiento más familiar. Con énfasis en los objetos y el estilo, estos mapas cubren un espectro artístico desde caricaturas infantiles hasta espectaculares gráficos de paisajes, siendo los mejores atractivos, informativos y altamente precisos. Algunos de estos mapas requieren miles de horas para ser producidos. 
La historia de los mapas pictóricos se superpone mucho con la historia de la cartografía en general, y los artefactos antiguos sugieren que la cartografía pictórica ha existido desde que comenzó la historia registrada. 